# Essling
Essling è un ex comune austriaco indipendente. Dal 1938 è divenuto un quartiere della città di Vienna, nel distretto di Donaustadt. Fa parte del 22º quartiere catastale di Vienna.
Il suo nome è stato reso famoso dalla battaglia di Aspern-Essling, combattuta nel suo territorio tra il 21 ed il 22 maggio 1809 fra le truppe napoleoniche, comandate dallo stesso imperatore francese e quelle austriache, al comando dell'arciduca Carlo.